# Amel Khamtache
Amel Khamtache (ur. 4 maja 1981 w Bidżai w Algierii) – algierska siatkarka grająca jako przyjmująca. Obecnie występuje w drużynie GS Pétroliers.